# Селски бунтове в България (1950)
Селските бунтове са поредица от безредици в редица села в България, главно в Оряховско, Врачанско, Пловдивско и Асеновградско, в опит за съпротива срещу провежданата от тоталитарния комунистически режим колективизация.
Бунтовете избухват спорадично в условията на тежки принудително събирани наряди на земеделска продукция и масиран натиск върху селяните, целящ да ги принуди да се включат в създаваните от режима трудови кооперативни земеделски стопанства (ТКЗС). Те са предшествани от вълна от хиляди заявления за напускане на ТКЗС от вече включени в тях земеделци, което формално е разрешено, но на практика не се допуска от режима.
Първият бунт е в оряховското католическо село Бърдарски геран. На 3 юли, по време на жътвата, в селото е получено нареждане вършитбата да се извършва на общ харман, за да може властите по-лесно да изземват нарядите, но селяните отказват да се подчинят и на много места се стига до сбивания с пъдари, милиционери и въоръжени комунистически активисти, а 500 жени провеждат демонстрация пред общината. В селото пристига окръжния партиен секретар Иван Тодоров-Горуня, след което милицията ликвидира бунта, 20 души са арестувани, а други са пребити. За инициатор на бунта е обявен местния свещеник Асен Чонков, който на 5 август е осъден на 15 години затвор, други шестима селяни също получават присъди. Делото поставя началото на поредицата Католически процеси през следващите години.
Малко след това в Ставерци група комунистки влиза в спор с Горуня във връзка с нарядите, който прераства в масова демонстрация на над 400 жени. Две от тях са арестувани и осъдени на по една година затвор. Четири дни по-късно заместник-министъра на земеделието Стоян Сюлемезов отива в Козлодуй, където над 500 души са подали заявления за напускане на ТКЗС, за да се опитва да ги разубеди. Пристигането му предизвиква спонтанна демонстрация, прозорците на общината са изпочупени и е направен опит за саморазправа със Сюлемезов. Тълпата е разпръсната с оръжие, а десетки селяни са арестувани и съдени. Подобни женски демонстрации се провеждат и в Бутан, Липница, Крушовене, Долни Луковит и Гложене.
В същото време на много места се активизират нелегални групи, които организират палежи на имущество на ТКЗС и други насилствени акции в множество села, като Царевец, Фурен, Винище, Селановци, Бързина, Чипровци, Медовница, Сухаче, Студено буче, Хайредин, Кнежа.
Селските вълнения от 1950 година предизвикват сериозно безпокойство сред ръководството на режима. Диктаторът Вълко Червенков решава да се откаже от пряка отговорност за селскостопанската политика, която е поверена на новоназначения секретар на Централния комитет Тодор Живков. В Държавна сигурност е създадена специална група, която да проучи „агентурно-оперативната работа“ във Врачански окръг, значително е увеличена мрежата от агенти в района, 3000 души са арестувани на местно ниво, други над 700 от Държавна сигурност, от които около 500 са осъдени, често с присъди над 10 години затвор и на публични процеси, провеждани в самите села, а над 100 са освободени, след като са вербувани за сътрудници на Държавна сигурност. Десетки полицейски ръководители в района са наказани, като за събитията са обвинени дори агитатори на режима, които представяли неправилно
романа „Разораната целина“.